# Angel Dark
Viktória Knezová (Sobrance, 11 d'abril de 1982) més coneguda pel seu nom artístic Angel Dark, és una actriu porno i model de glamur eslovaca.

## Biografia
Viktória treballava com a cambrera en un restaurant d'Eslovàquia, una vegada es va trobar pel carrer amb una amiga que formava part de la indústria pornogràfica, i que la va animar a presentar-se a un càsting de Pierre Woodman, i a provar sort en el món del porno. Angel es va decidir a fer-ho, i va començar l'any 2002 amb una sessió de fotos per a Woodman. En aquesta sessió, Angel va practicar la primera DP de la seva carrera (i de la seva vida, segons comenta ella mateixa) al costat dels actors porno francesos Pascal St. James i Joachim Kessef. El seu primer video també va ser per a Woodman, per la seva sèrie "Superfuckers" de Hustler.
Des de llavors, Angel ha estat una de les noies més sol·licitades pels directors i les companyies més prestigioses del negoci. VMD, Third Degree, Evil Angel, Elegant Angel, Private, Devil's Film, Black Magic, Showtime, DVSX, Zero Tolerance, Xarxa Light District, Platinum X, New Sensations, Media Partners, etc. són algunes de les productores que han comptat amb els seus serveis.
Entre els anys 2003 i 2005 contínuament viatjava a Espanya per assistir a sessions de fotos en la Costa del Sol i a Eivissa, i per a nombrosos rodatges, també va assistir a les quatre últimes edicions del FICEB amb diferents companyies. En la 13a edició del FICEB de l'any 2005, Angel Dark va guanyar el premi per a la millor starlette per la seva aparició a Planet Silver: Beautiful girls, beautiful breast de la productora Interselección. Des de l'any 2006 Angel Dark resideix a Bratislava, Eslovàquia.

## Premis
- Premi FICEB a la millor starlette l'any 2005.[1]
- Premi AVN a la millor actriu estrangera de l'any 2011.[2]